# Stefan Ebner (Schiedsrichter)

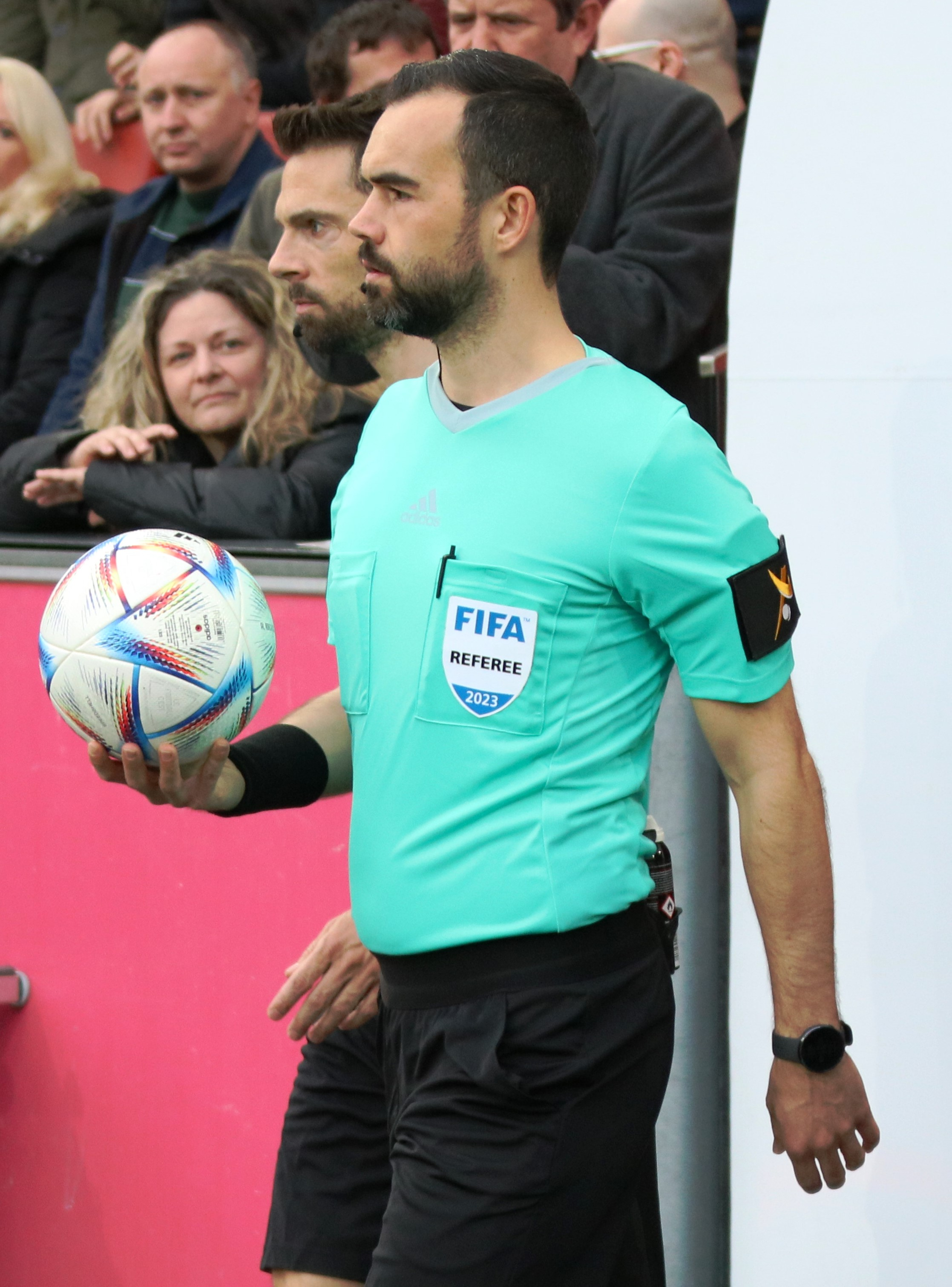
Stefan Ebner (2023)

Stefan Ebner (* 8. Juni 1991 in  Ranshofen, Braunau am Inn) ist ein österreichischer Fußballschiedsrichter. Er gehört dem Schiedsrichterkollegium des Oberösterreichischen Fußballverbands an. Seit 2019 leitet er Spiele der österreichischen Bundesliga und steht zudem seit 2023 auf der FIFA-Liste.

## Karriere
Ebner ist seit 2005 Schiedsrichter. Zur Spielzeit 2017/18 gelang ihm der Aufstieg in die Erste Liga, Österreichs zweithöchste Spielklasse. Im März 2019 feierte er sein Debüt in der Bundesliga bei der Begegnungen zwischen dem TSV Hartberg und Wacker Innsbruck. Zur folgenden Spielzeit gelang ihm der dauerhafte Aufstieg in den Unparteiischenkader von Österreichs höchster Fußballliga. Im Anschluss an die Spielzeit 2022/23 erhielt er den „Bruno“ als bester Schiedsrichter der Saison.
Zum Jahresbeginn 2023 nominierte ihn der Österreichische Fußballbund für die FIFA-Liste, was ihn zur Leitung internationaler Partien berechtigt. Sein offizielles Debüt auf diesem Parkett gab er im März desselben Jahres in der Qualifikation zur U-17-EM bei der Partie Serbien gegen Belarus. Sein erstes A-Länderspiel folgte dann im Juni 2023 in der Testbegegnung zwischen Jamaika und Katar, die in Ritzing ausgetragen wurde.

## Persönliches
Neben seiner Schiedsrichtertätigkeit ist Ebner als selbstständiger Versicherungsberater tätig. Er lebt in St. Peter am Hart im Innviertel.